# Torrent de n'Amera
El torrent de n'Amera és un petit torrent de la Marina de Santanyí de tan sols 1.200 metres de longitud. És un dels dos torrents (juntament amb el torrent d'en Roig) que desemboquen i formen la platja de s'Amarador.